# Arco de Adriano
El Arco de Adriano (en griego: Αψίδα του Αδριανού Apsida tou Adrianou) a veces denominado Puerta de Adriano (Πύλη του Αδριανού Pyli tou Adrianou), es un arco monumental similar, en algunos aspectos, a un arco de triunfo romano. Se sitúa en una antigua carretera que une el centro de la antigua Atenas al complejo de estructuras ubicado al lado oriental de la ciudad, incluyendo el Templo de Zeus Olímpico. Se ha planteado la hipótesis de que el arco se construyera para celebrar el adventus del emperador romano Adriano. Se desconoce quién encargó la construcción y hay dudas sobre las inscripciones que refieren a Teseo y Adriano como fundadores de Atenas, y sobre si servía para dividir la ciudad en dos partes. El arco se sitúa a 325 m de la Acrópolis.

## Construcción y diseño

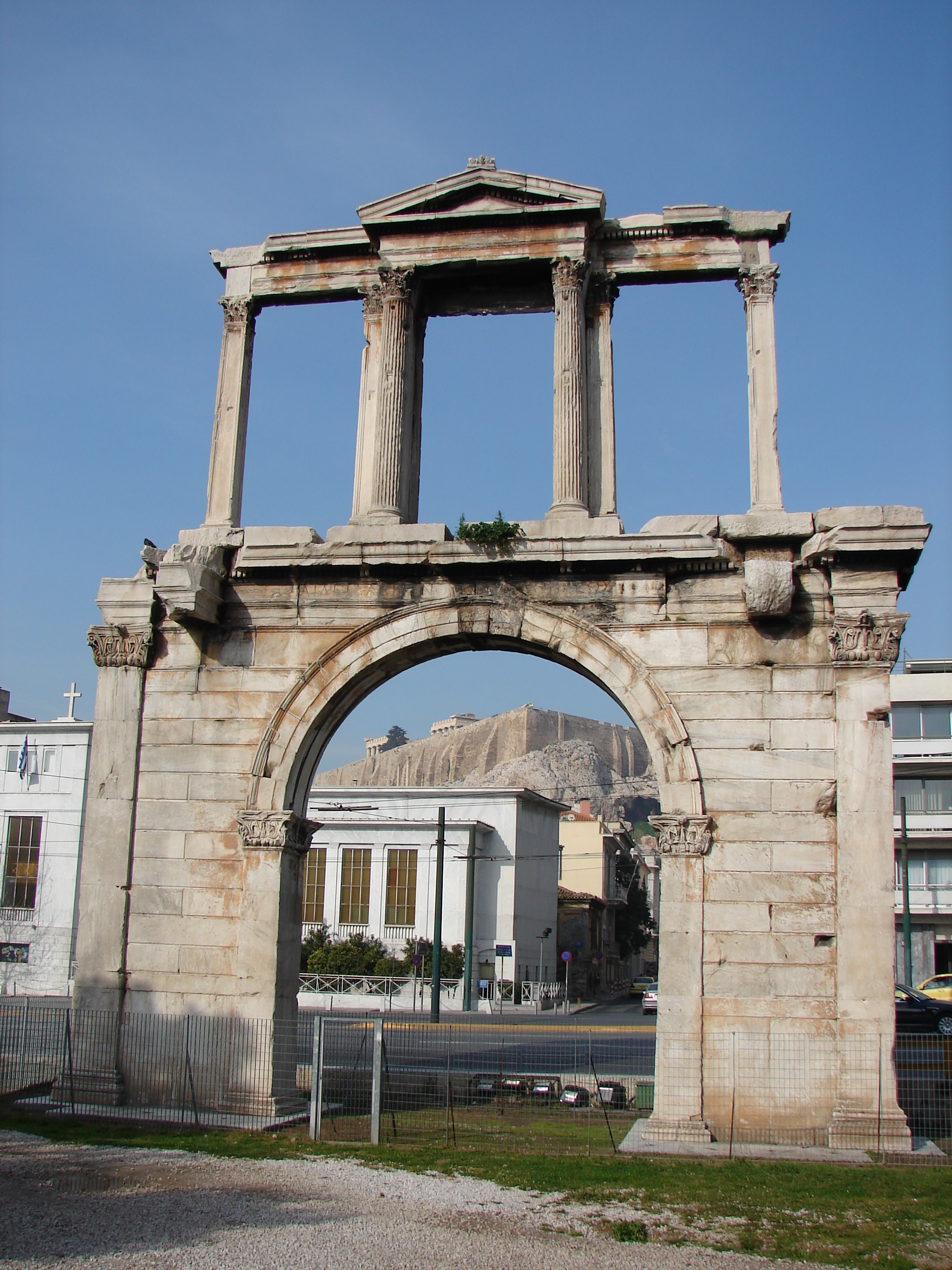
Arco de Adriano en Atenas con la Acrópolis al fondo.

### Material y diseño

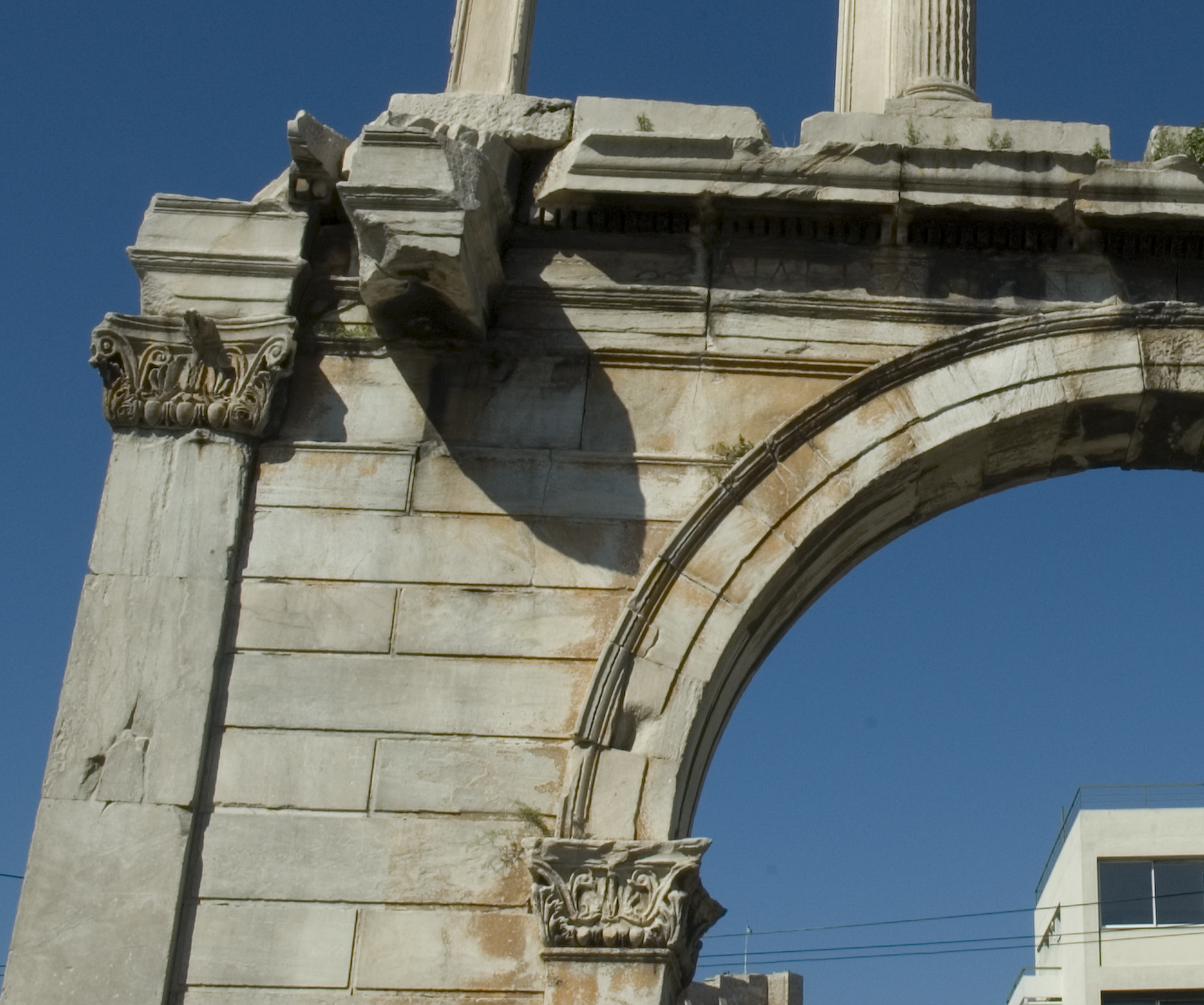
Detalles del nivel inferior.

Está construido de mármol del Monte Pentélico, situado 18,2 km al noreste del arco. Este mármol se empleó también en el Partenón y otras construcciones atenienses, aunque su calidad puede variar, por ejemplo el mármol usado para el arco es de menor calidad que el utilizado en mejores edificios. El arco fue construido sin cemento o mortero, utilizando solo mármol sólido y abrazaderas para unir los sillares.
El arco mide de 18 metros de ancho de altura y 13,5 x y 2,3 m. de profundidad. Su diseño es totalmente simétrico de delante a atrás y de lado a lado. La luz del arco del nivel inferior es de 6,5 metros de ancho y está sostenido por pilastras de capiteles corintios. En el superior, otros pilares similares se colocaron en las esquinas de la parte baja. El espacio entre las pilastras exteriores y la puerta en arco se llenó con piedras cuadradas con bordes elaborados para destacar el diseño. Cada lado del paso central se decoró con una columna corintia de base elevada rectangular, proyectándose del centro de la pared. El nivel más bajo fue coronado con un arquitrabe jónico cubierto con dentículos y un geison saliente.

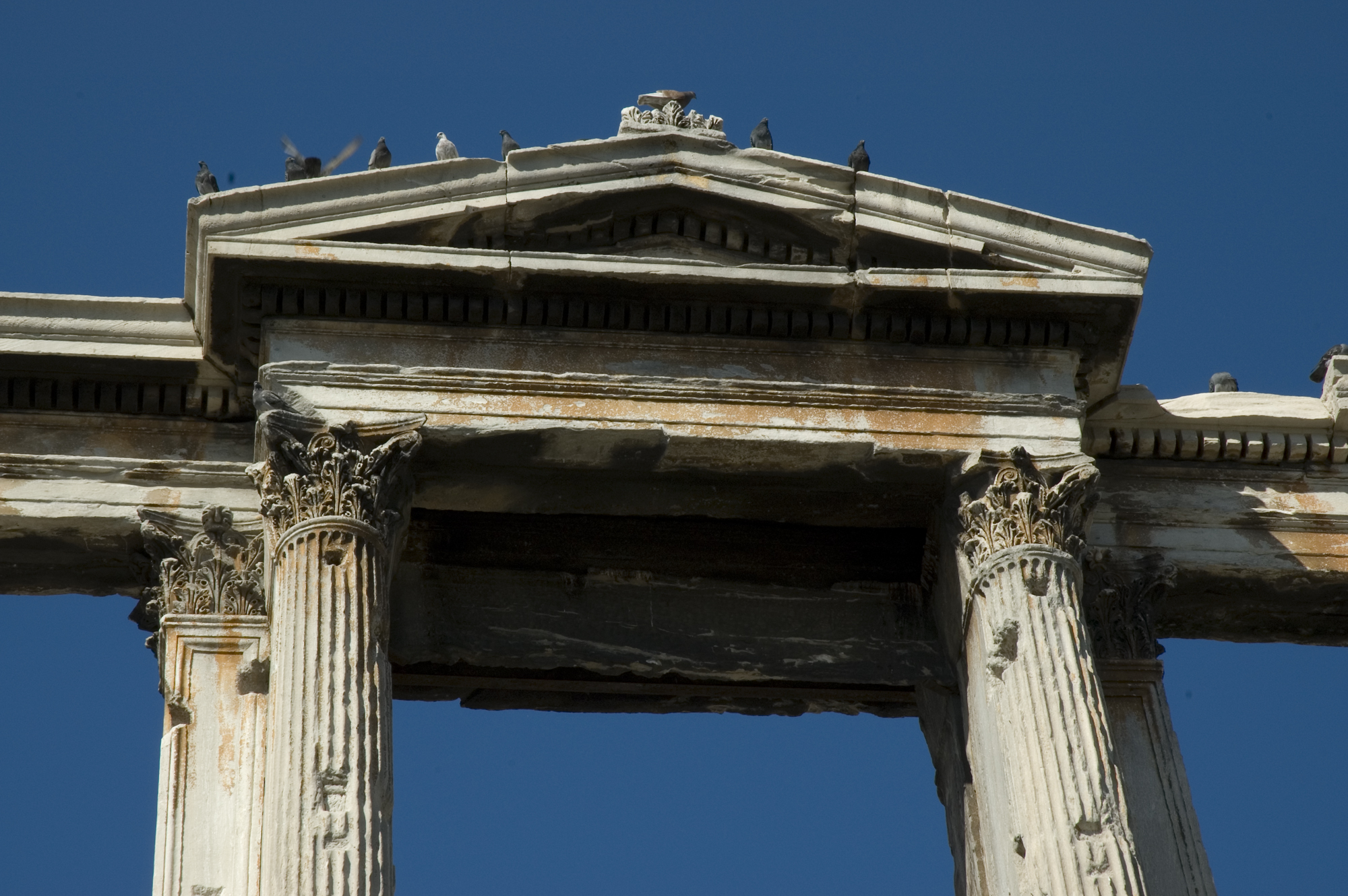
El frontón central del nivel superior del arco.

El nivel superior del arco (el ático) se compone de una serie de columnas corintias y pilastras que dividen el espacio en tres aperturas rectangulares. Cada una de las aperturas laterales está coronada por un arquitrabe jónico con dentículos y un geison igual que el nivel inferior. La apertura central, está flanqueada por antae con medias columnas corintias que sostienen un frontón triangular, que descansa sobre de los dentículos, geison y cima que se unen a las de las dos alas. En lo alto del frontón, hubo una acrotera vegetal. La apertura central del nivel superior se cerraba inicialmente por una delgada pantalla de piedra de unos 7 cm de grosor. Solo las ranuras para su montaje se conservan actualmente. El diseño de este edículo del nivel superior es similar a la arquitectura de la fachada del escenario de los teatros antiguos y evoca edículos de segundo estilo de pintura pompeyana

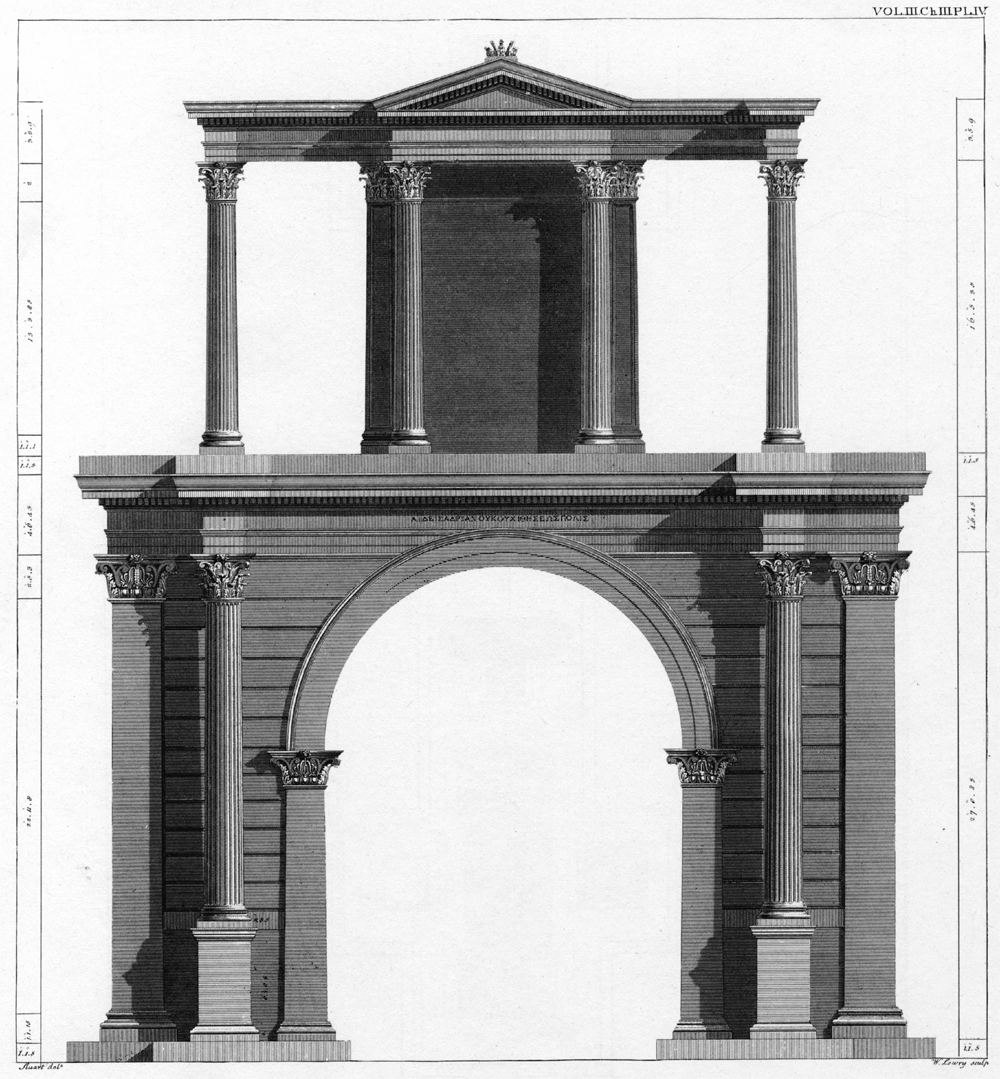
Reconstrucción del diseño de desde el lado suroriental (Stuart i Revett)

Una rápida comparación de este arco con otros arcos de triunfo romanos mejor conservados, muestra las diferencias de diseño entre estructuras. El número de aperturas arqueadas del nivel inferior de los arcos triunfales romanos era variable, así como la presencia de una historia conmemorativa secundaria a lo largo del eje longitudinal de la estructura. Los arcos triunfales romanos suelen tener un ático, un coronamiento enorme y sólido en el nivel superior, a menudo lleno de inscripciones de dedicatorias y decoración escultórica. Por otro lado, los arcos de medio punto en la parte superior en general tenían estatuas de bronce o de piedra, a menudo cuadrigas o similares. Cómo señala Willers, el diseño del arco de Adriano tiene un nivel superior muy sofisticado, que no permitiría la adición de ornamentos pesados, como estatuas, en la parte superior del ático.

### Decoración escultórica
Se ha propuesto que había estatuas situadas a la parte superior del nivel inferior, una a cada lado del edículo, en el nivel superior, como era habitual en este tipo de arquitectura. Teseo y Adriano son los candidatos con mayor posibilidades para estas dos estatuas, a juzgar por las inscripciones. Ward-Perkins ha propuesto la idea que la parte superior albergaba numerosas estatuas, colocadas sobre de las columnas corintias que sobresalían del nivel inferior. En oposición a esta propuesta, Willers dice que no hay evidencia de este tipo de instalación en la parte superior de la planta baja, y que la piedra está muy poco trabajada en la parte superior para que se puedan poner estatuas. A pesar de que Willers ha hecho un excelente estudio sobre el nivel inferior del arco, no se le permitió estudiar también el nivel más alto, de forma que sus declaraciones sobre el nivel superior se basan en planes y las mediciones anteriores publicadas con anterioridad. Una investigación completa del monumento, quizás con la excavación limitada de las fundaciones como Willers sugiere, falta todavía por hacer.

### Inscripciones y ubicación

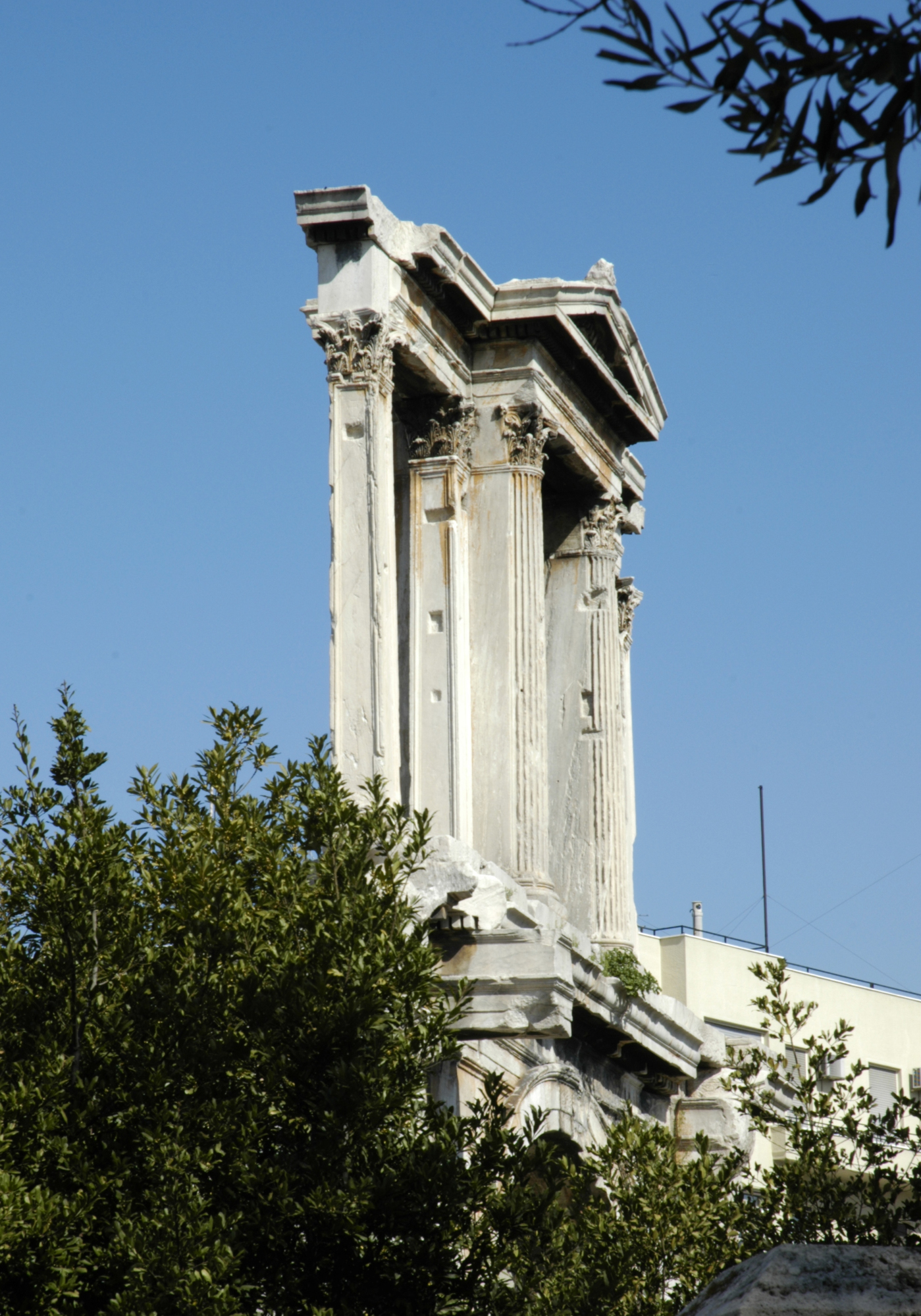
Vista de la planta superior.

Hay dos inscripciones grabadas en el arquitrabe del nivel inferior centradas a cada lado de la apertura central. Mirando a la Acrópolis, en la parte noroeste la inscripción reza:
- ΑΙΔ' ΕIΣΙΝ ΑΘΗΝΑΙ ΘΗΣΕΩΣ Η ΠΡΙΝ ΠΟΛΙΣ (Esta es Atenas, la antigua ciudad de Teseo).

En la del costado sureste, mirando al Olimpeión se lee:
- ΑΙΔ' ΕIΣΙΝ ΑΔΡΙΑΝΟΥ ΚΟΥΧI ΘΗΣΕΩΣ ΠΟΛΙΣ (Esta es la cidtad de Adriano, y no de Teseo).[5]

Un antiguo escolio (nota al marge)n en un manuscrito de Elio Aristides afirma que el emperador Adriano, al ampliar la muralla de la ciudad, escribió en el límite entre la nueva y la vieja áreas una doble inscripción que coincide con el sentido, pero no las palabras exactas de las inscripciones en el arco. Sobre la base de una lectura combinada de las inscripciones arco-escolio, inicialmenete se aceptó que el arco estaría en la muralla de Temístocles marcando la división entre la ciudad vieja de Teseo y la nueva de Adriano.

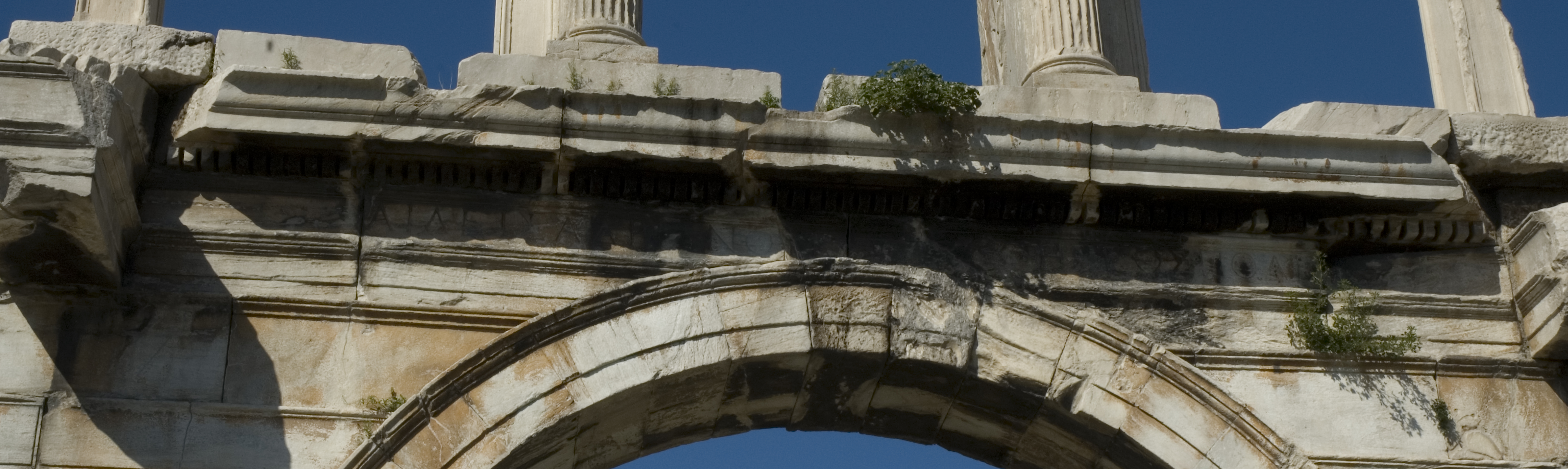
La inscripción a la fachana sudeste.

Según esta hipótesis, la segunda entrada se refiere a una nueva sección urbana al este de Atenas, fundada por Adriano y, para mayor comodidad, esta área se denomina Adrianópolis en estudios posteriores. Se cree que esta nueva área de la ciudad se erigió durante la pax romana.
Adams ha propuesto que, en vez de dividir Atenas en una antigua ciudad de Teseo y una ciudad nueva de Adriano (Adrianopolis), las inscripciones señalarían una refundación de toda la ciudad por el emperador Según esta idea, las inscripciones se tendrían que leer como: Esto es Atenas, la que fue la ciudad de Teseo; esta es la ciudad de Adrino, y no de Teseo.
Adams ha cuestionado también la idea de que el arco seguía la línea de la muralla de Temístocles, hipótesis que ha sido ampliamente aceptada en general. Cuando se excavó una puerta de la muralla de Temístocles a unos 140 metros al este del arco, la cuestión se resolvió. Stuart y Revett, que realizaron el primero y más completo (y único) estudio de arquitectura sobre el arco entre 1751-1753, se quedaron perplejos por el hecho de que el arco no está alineado con el Templo de Zeus Olímpico, a pesar del hecho que está a 20 m del muro peribolos (muro de separación) de este complejo. Las excavaciones hechas desde entonces han demostrado que el arco se alinea con una antigua calle que iba por el mismo lugar que la moderna calle de Lysikrates. El arco enfrenta con el Monumento de Lisícrates, situado 207 metros al noroeste a lo largo de la misma calle.

### Conservación
En el momento en que se analizó arquitectónicamente por Stuart y Revett a mediados del siglo XVIII, la base del arco solo estaba enterrada bajo tierra cerca de un metro. Teniendo en cuenta que nunca estuvo protegido soterrado en sus casi 19 siglos de existencia, el arco se ha conservado en condiciones extraordinarias. A pesar de haber perdido las columnas de la planta baja, el arco se conserva en toda su altura, y domina la actual Avenia Amalias. En las últimas décadas, la contaminación atmosférica ha dañado el monumento. Hay gran decoloración de la piedra y degradación de las inscripciones.

## Patronaje
La construcción se ha atribuido tanto al estado ateniense como al panhelénico, una nueva asociación de ciudades griegas con sede en Atenas. Los primeros estudios mostraron que los atenienses fueron los encargados de su construcción, argumentando que la calidad de los materiales y la ejecución era inferior a la utilizada en otros edificios promovidos por Adriano en Atenas, y que un emperador que estimaba tanto la ciudad no sería tan arrogante como para poner una inscripción en una estructura de su propia creación. Dos arcos de la misma medida y estilo fueron construidos en el santuario de Deméter y Kore en Eleusis, a fines del siglo II, y se dedicaron a un emperador (quizás Marco Aurelio) por los panhelenos. Estos arcos flanqueaban los propylon al santuario y se situaron en los extremos de los caminos a Megara y a un puerto respectivamente. El arco sudeste tenía una inscripción que decía:
- ΤΟΙΝ ΘΕΟΙΝ ΚΑΙ ΤΩΙ ΑΥΤΟΚ[Ρ]ΑΤΟΡΙ ΟΙ ΠΑΝΕ[ΛΛΗ]ΝΕΣ (a las dos diosas y el emperador, los panhelénicos).

El uso del mismo diseño para honrar dos emperadores en el espacio de unas pocas décadas, a pocos kilómetros ha llevado a la idea de que los panhelénicos fueron los responsables de la construcción de ambos arcos.